# Ллелевін Роквелл
Ллевелін Гаррісон Роквелл молодший ( англ. Llewellyn Harrison Rockwell Jr. народився 1 липня 1944 Бостон, штат Массачусетс) — американський письменник, редактор і політичний консультант. Лібертаріанець і анархо-капіталіст, який він себе називає.  Засновник і голова Інституту Мізеса в
Оберні, штат Алабама, некомерційної організації, що просуває ідеї Австрійської школи економіки. Редактор LewRockwell.com і автор книги «Фашизм проти капіталізму».
Після закінчення університету Роквелл працював у консервативному видавництві Arlington House Publishers, праворадикальному товаристві Джона Берча та традиціоналістському коледжі Хіллсдейл. Читання праць Мюррея Ротбарда, який став його наставником, привело Роквелла до того, що він став гарячим прихильником австрійської економічної школи та того, що він називає «лібертаріанським анархізмом». Роквелл був керівником апарату конгресмена Рона Пола з 1978 по 1982 рік, а також був засновником і колишнім віце-президентом компанії Ron Paul & Associates, яка видавала політичні та інвестиційні інформаційні бюлетені на ім’я Пола.  Расистський і гомофобний вміст у цих бюлетенях став предметом суперечок у пізніших кампаніях Пола; Роквелл заперечував, що написав його, але визнав свою роль у просуванні.  Роквелл співпрацював з Ротбардом у 1982 році, щоб заснувати Інститут Мізеса в Алабамі, де станом на 2024 рік Роквелл все ще є головою.

## Інститут Мізеса
У 1982 році Роквелл заснував Інститут Людвіга фон Мізеса в Оберні, штат Алабама, і є головою правління.
Інститут Мізеса опублікував книгу Роквелла Speaking of Liberty, антологію редакційних статей, які спочатку були опубліковані на його вебсайті разом із стенограмами деяких його виступів.

### Палеолібертаріанство (1980–2000-ті)
Ротбард, Роквелл та інші описали свої погляди як палеолібертаріанські, щоб описати свій культурний консерватизм поєднаний з їх антидержавницькими переконаннями.  Вони створили «палеоальянс» між палеолібертаріанцями та палеоконсерваторами у формі Клубу Джона Рендолфа в 1989 році, який об’єднав Інститут Мізеса та палеоконсервативний Інститут Рокфорда. 
В інтерв’ю 2007 року Роквелл розповів, що більше не вважає себе «палеолібертаріанцем» і «задоволений терміном «лібертаріанець». Він пояснив, що «термін «палеолібертаріанець» почав плутати через його асоціацію з палеоконсерватором, тому він став означати якийсь соціально-консервативний лібертаріанець, що зовсім не було його суттю...»

### LewRockwell.com (1999–)
Веб-сайт Rockwell, LewRockwell.com, створений у 1999 році, містить статті та записи в блогах різних оглядачів і письменників.  Його девіз: «антивоєнний, антидержавний, проринковий».  Існує також щотижневий подкаст під назвою «Шоу Лью Роквелла».  Станом на березень 2017 року він входив до 10 000 найкращих вебсайтів у Сполучених Штатах.  LewRockwell.com публікує статті, в яких ставиться під сумнів участь Сполучених Штатів у Другій світовій війні, виступає проти «економічного фашизму» та підтримується австрійська економічна школа. На цьому вебсайті в основному розміщені праві лібертаріанські автори, хоча були представлені й ліві антивоєнні письменники.

Брайан Доерті з Reason написав, що «автори, пов’язані з Інститутом Мізеса» на сайті, як правило, наголошують на внутрішніх і міжнародних наслідках дій уряду.  Письменник-консерватор Джон Голдберг з National Review писав, що на цьому сайті регулярно розміщуються образи проти ікон американського основного консерватизму, зокрема National Review, The Weekly Standard, неоконсерваторів.